# Nosso Nós
"Nosso Nós" (estilizada como "Nosso Nó(s)") é uma canção da cantora e compositora brasileira Sandy. Foi composta por ela e o músico Lucas Lima, sendo produzida por ele. A canção, lançada como single no dia 3 de novembro de 2017, foi composta para a trilha sonora da telenovela da Rede Globo Tempo de Amar. O lançamento de "Nosso Nós" foi acompanhado por um lyric video, publicado no canal da cantora no YouTube. Posteriormente, foi lançado o videoclipe da canção, onde Sandy contracena com o ator José Trassi.

## Lançamento e divulgação
No dia 3 de novembro de 2017, Sandy liberou em seu canal no Vevo o lyric video de "Nosso Nós". A canção foi escrita especialmente para a trilha sonora da novela das seis Tempo de Amar, da Rede Globo. Ainda em 2017, Sandy apresentou a canção em programas como Altas Horas, Legendários e Encontro com Fátima Bernardes.

## Videoclipe
Dirigido por Carlos Vulcão, o videoclipe da canção foi lançado no dia 21 de dezembro de 2017. As cenas foram gravadas em São Paulo e São Roque. O vídeo apresenta Sandy e o ator José Trassi como um casal que vive um "romance de altos e baixos". Trata-se de uma história de amor real sobre um casal que passa por uma crise no relacionamento, mas acaba se reconciliando. Trassi já havia contracenado com Sandy no passado; ele viveu o personagem "Dodô" no seriado Sandy & Junior. Numa das sequências do clipe, Sandy aparece na cama de topless, sugerindo o término de uma relação sexual. O fato gerou repercussão na mídia. O site POPLine colocou o videoclipe de "Nosso Nós" em sua lista dos 10 melhores clipes do segundo semestre de 2017.